# Campionati mondiali di IQFoil 2024
I Campionati mondiali di IQFoil 2024 si sono svolti a Lanzarote, in Spagna, dal 26 gennaio al 3 febbraio 2024.

## Podi
| Evento           | Oro           | Argento         | Bronzo             |
| IQFoil maschile  | Nicolò Renna  | Pawel Tarnowski | Luuc van Opzeeland |
| IQFoil femminile | Sharon Kantor | Emma Wilson     | Katy Spychakov     |

## Medagliere
| Posiz. | Nazione     | Oro | Argento | Bronzo | Totale |
| ------ | ----------- | --- | ------- | ------ | ------ |
| 1      | Israele     | 1   | 0       | 1      | 2      |
| 2      | Italia      | 1   | 0       | 0      | 1      |
| 3      | Regno Unito | 0   | 1       | 0      | 1      |
| 3      | Polonia     | 0   | 1       | 0      | 1      |
| 5      | Paesi Bassi | 0   | 0       | 1      | 1      |
| Totale | Totale      | 2   | 2       | 2      | 6      |